# Tarkan (méltóság)
A tarkan vagy tarkán a türkök és kazárok államszervezetében magas tisztség, egy részhadsereg hadvezére ill. egy törzs főnöke volt. A nyugati türkök 10 törzse közül egynek a vezetője viselte a tarkan, pontosabban a tarkan csor címet. A szó a tar 'termőföld' + kan 'úr' összetételből ered 'földesúr' azaz 'tartományúr' jelentéssel, aminek a katonai vezetője, hadvezére is volt. A birodalomban több tarkan is volt tehát.
A címből származik a magyar Tarján törzsnév és a Tarján helységnevek.
Mások (pl. Ligeti Lajos) szerint a tarkan (iráni forrásokban tarẖan, török nyelvekben inkább tarχan, mongol darqan) török etimológiái elfogadhatatlanok. Türk feliratokon tűnik fel először, a türkökhoz szogd közvetítéssel került valószínűleg a zsuanzsuanoktól. E nézetek szerint elfogadhatatlan a kovács jelentés feltételezése és valamiféle szakrális kovács intézmény feltételezése is. Korai jelentése sem lehet 'nemes', 'adófizetéstől mentes ember', mert ezek a jelentések a mongol korban fejlődtek ki vele kapcsolatban. Ezen álláspont szerint nemcsak a Tarján törzsnév és helynevek, hanem a Tárkány helynevek is ebből a méltóságnévből erednek.
A török nyelvterületeken személynévként is használatos.